# マ・ベル・エトワール
『マ・ベル・エトワール』は宝塚歌劇団の舞台作品。雪組公演。形式名は「レビュー」。宝塚は24場。作・演出は村上信夫。併演作品は『あかねさす紫の花』。

## 公演期間と公演場所
- 1995年11月10日 - 12月18日　宝塚大劇場[1]
- （東京宝塚劇場公演はない）
- 1996年4月13日 - 5月5日　全国ツアー[2]

### 全国ツアーの日程
- 4月13日 - 4月15日　広島郵便貯金会館
- 4月17日・18日　アクトシティ浜松大ホール
- 4月20日 - 4月22日　市川市文化会館
- 4月23日　グリーンホール相模大野
- 4月25日・26日　仙台市・イズミティ21
- 4月28日・29日　高松市・香川県県民ホール
- 5月1日 - 5月5日　福岡市民会館

## 解説
※『宝塚歌劇100年史（舞台編）』の宝塚大劇場公演参考。
プリンスが夢を取り戻そうとタイムトラベルに出発すると、20世紀初頭の地球が現れる・・・。"マ・ベル・エトワール"とは「美しき星」を意味する。パリの街角の紳士たち、上海でのエキゾチックな恋、スイングジャズ全盛のニューヨーク、ディスコで踊る東京の若者たち・・。20世紀の初めから1990年代までの時代を切り取って、世界の各都市を駆け巡り、20世紀の青春を音楽とダンスに乗せて華やかに描いたレビュー。

## スタッフ
※宝塚・全国ツアー共通。
- 作曲・編曲：吉崎憲治/高橋城/西村耕次/甲斐正人/宮原透
- 音楽指揮：小高根凡平
- 振付：羽山紀代美/家城比呂志/竹邑類/前田清実
- 装置：石濱日出雄
- 衣装：任田幾英
- 照明：今井直次
- 音響：加門清邦
- 小道具：万波一重
- 効果：三尾典正
- 演出助手：加藤誠/荻田浩一
- 振付助手：萬あきら
- 装置補：広森守
- 衣装補：田口美香
- 舞台進行：表原渉
- 制作：古澤真

## 主な配役

### 宝塚
- プリンス、リチャード、ジャンピングガイS、トキオ、20世紀のエトワール男、パレードの男S - 一路真輝[1]
- プリンセル、シャネル、中国娘、妖花A、ジャンピングレディS、TOKYO GAL、20世紀のエトワール女、パレードの女S - 花總まり[1]
- ウォリアー男A、黒猫A、エトワール男、インディゴの女、TOKYO BOY、おろち、ミラクルシンガー - 高嶺ふぶき[1]
- ウォリアー男A、紳士A、エトワール男、インディゴの男、ジャンピングガイA、ビートシンガー - 轟悠[1]

### 全国ツアー
- プリンス、リチャード、ジャンピングガイS、トキオ、20世紀のエトワール・男、パレードの男S - 一路真輝[2]
- プリンセス、中国娘、妖花A、ジャンピングレディS、TOKYO GAL、20世紀のエトワール・女、、パレードの女S - 花總まり[2]
- ウォリアー男A、紳士A、エトワール男、インディゴの男、TOKYO BOY、おろち、ビートシンガー、パレードの男A - 轟悠[2]
- ウォリアー男A、紳士、エトワール男、インディゴの歌手、ジャンピングガイA、ディスコクイーン・魔女、ミラクルシンガー、パレードの男A - 香寿たつき[2]
- コットンクラブの歌手、ジャンピングレディA、パレードの女A - 星奈優里[2]